# Václav Potměšil
Václav Potměšil (* 26. září 1938) je bývalý český fotbalista.

## Fotbalová kariéra
V československé lize hrál za Spartu Praha. Nastoupil v 82 ligových utkáních. Je mistrem Československa z let 1965 se Spartou Praha.

## Ligová bilance
| Ročník                                   | Zápasy | Góly | Klub                   |
| ---------------------------------------- | ------ | ---- | ---------------------- |
| 1. československá fotbalová liga 1959/60 | 13     | 0    | Spartak Praha Sokolovo |
| 1. československá fotbalová liga 1960/61 | 24     | 0    | Spartak Praha Sokolovo |
| 1. československá fotbalová liga 1961/62 | 26     | 0    | Spartak Praha Sokolovo |
| 1. československá fotbalová liga 1962/63 | 4      | 0    | Spartak Praha Sokolovo |
| 1. československá fotbalová liga 1963/64 | 12     | 0    | Spartak Praha Sokolovo |
| 1. československá fotbalová liga 1964/65 | 3      | 0    | Sparta Praha           |
| CELKEM 1. liga                           | 82     | 0    |                        |